# Complicated
«Complicated» (с англ. — «Сложно») — первый сингл канадской поп-рок-исполнительницы Аврил Лавин, выпущенный 23 апреля 2002 года с ее дебютного студийного альбома Let Go. Сингл занял 1-е место в Австралии, Новой Зеландии и Мексике, 2-е место в чарте Billboard Hot 100 и 3-е место в Великобритании. Он был номинирован на две премии Грэмми за песню года и лучшее женское поп-вокальное исполнение.
В 2004 году песня звучала в фильме «Мгновения Нью-Йорка» с сёстрами Олсен в главных ролях.

## Музыкальное видео
В клипе Аврил Лавин предстаёт в образе панк-девочки. Со своими друзьями она катается на скейте и играет на сцене. Дебоши в магазинах, запугивание прохожих, удирание от полиции — вот чем занимается певица в свободное время.

## Критика
Песня получила в целом положительные отзывы критиков. В 2009 году читатели журнала Rolling Stone выбрали «Complicated» восьмым лучшим синглом десятилетия. Песня также заняла 197-е место в рейтинге журнала Blender «500 величайших песен с тех пор, как вы родились». В опросе слушателей радио AOL «Complicated» была признана шестой лучшей песней Лавин.
В рецензии на второй альбом Лавин, Under My Skin, Дэвид Браун из Entertainment Weekly отметил, что сингл выглядит, как нанизанные кусочки песен Аланис Мориссетт.

## Список композиций
Великобританское, канадское и мексиканское издания
1. «Complicated» 4:03
2. «I Don’t Give» 3:39
3. «Why» 4:00
4. «Complicated» (music video)

Австралийское издание
1. «Complicated» 4:03
2. «I Don’t Give» 3:39
3. «Why» 4:00

Японское, французское, итальянское, нидерландское издания
1. «Complicated» (The Matrix mix) 4:08
2. «I Don’t Give» 3:39

Американское издание
1. «Complicated» (Tom Lord-Alge Mix) 4:08
2. «Complicated» (The Matrix Mix)3:39

## Чарты
| Чарт (2002)                   | Позиция |
| ----------------------------- | ------- |
| Australian ARIA Singles Chart | 1       |
| Austrian Singles Chart        | 2       |
| Belgian Ultratop 50 (French)  | 5       |
| Belgian Ultratop 50 (Dutch)   | 3       |
| Canada 100 Singles Chart      | 1       |
| Danish Singles Chart          | 2       |
| Dutch Top 40                  | 4       |
| European Hot 100 Singles      | 1       |
| Finnish Singles Chart         | 17      |
| French Singles Chart          | 21      |
| German Singles Chart          | 3       |
| Italian Singles Chart         | 2       |

| Chart (2002)                                | Peak position |
| ------------------------------------------- | ------------- |
| New Zealand Singles Chart                   | 1             |
| Norwegian Singles Chart                     | 1             |
| Swedish Singles Chart                       | 2             |
| Swiss Singles Chart                         | 2             |
| UK Singles Chart                            | 3             |
| U.S. Billboard Adult Contemporary           | 13            |
| U.S. Billboard Hot 100                      | 2             |
| U.S. Billboard Latin Tropical/Salsa Airplay | 20            |
| U.S. Billboard Mainstream Top 40            | 1             |
| Venezuelan Singles Chart                    | 1             |

## Сертификации
| Регион | Сертификация  | Продажи   |
| --- | ------------- | --------- |
| Австралия (ARIA) | 2× Платиновый | 140 000^  |
| Австрия (IFPI Austria) | Золотой       | 15 000*   |
| Бельгия (BEA) | Золотой       | 25 000*   |
| Бразилия (ABPD) | Платиновый    | 60 000*   |
| Япония (RIAJ) | Золотой       | 100 000*  |
| Италия (FIMI) | Золотой       | 25 000    |
| Новая Зеландия (RMNZ) | Платиновый    | 10 000*   |
| Норвегия (IFPI Norway) | Платиновый    | 10 000*   |
| Швеция (GLF) | Золотой       | 15 000^   |
| Швейцария (IFPI Switzerland) | Золотой       | 20 000^   |
| Великобритания (BPI) | Платиновый    | 663,000   |
| United States (RIAA) | —             | 1,100,000 |
| * Данные о продажах приведены только на основе сертификации. · ^ Данные о тиражах приведены только на основе сертификации. · Данные о продажах + прослушиваниях приведены только на основе сертификации. |               |           |

## Награды
| Год  | Церемония                    | Награда                                            | Результат    |
| ---- | ---------------------------- | -------------------------------------------------- | ------------ |
| 2002 | MTV Video Music Awards       | Best New Artist in a Video                         | Выиграла     |
| 2003 | Grammy Awards                | Best Female Pop Vocal Performance                  | Номинирована |
| 2003 | Grammy Awards                | Song Of The Year                                   | Номинирована |
| 2003 | Juno Awards                  | Single Of The Year                                 | Выиграла     |
| 2003 | Radio Music Awards           | Song of the Year (Modern Adult Contemporary Radio) | Выиграла     |
| 2003 | Ivor Novello Awards          | International Hit Of The Year                      | Выиграла     |
| 2003 | MTV Video Music Awards Japan | Best New Artist in a Video                         | Выиграла     |
| 2003 | Canadian Radio Music Awards  | Best New «CHR» Solo                                | Выиграла     |
| 2003 | Canadian Radio Music Awards  | Best New Solo «Mainstream AC / Hot AC»             | Выиграла     |
| 2003 | Socan Awards                 | Pop Music Award                                    | Выиграла     |
| 2003 | MTV Video Music Brasil       | Best video clipe international                     | Номинирована |

## Даты выхода сингла
| Регион         | Дата              | Лейбл          | Формат                  |
| -------------- | ----------------- | -------------- | ----------------------- |
| США            | 14 мая, 2002      | Arista Records | CD, цифровое скачивание |
| Европа         | 8 июля, 2002      | Sony Music     | CD, цифровое скачивание |
| Великобритания | 23 сентября, 2002 | Arista Records | CD, цифровое скачивание |